# Верхній Мангеттен
Верхній Мангеттен (англ. Manhattan Upper) — район Мангеттена, розташований від 59-ї вулиці до парку Інвуд-Гіл на півночі. Найбільшими районами Верхнього Мангеттена є Гарлем, Вашингтон-Гайтс, Мангеттенвілл та Гамільтон-Гайтс.

## Опис

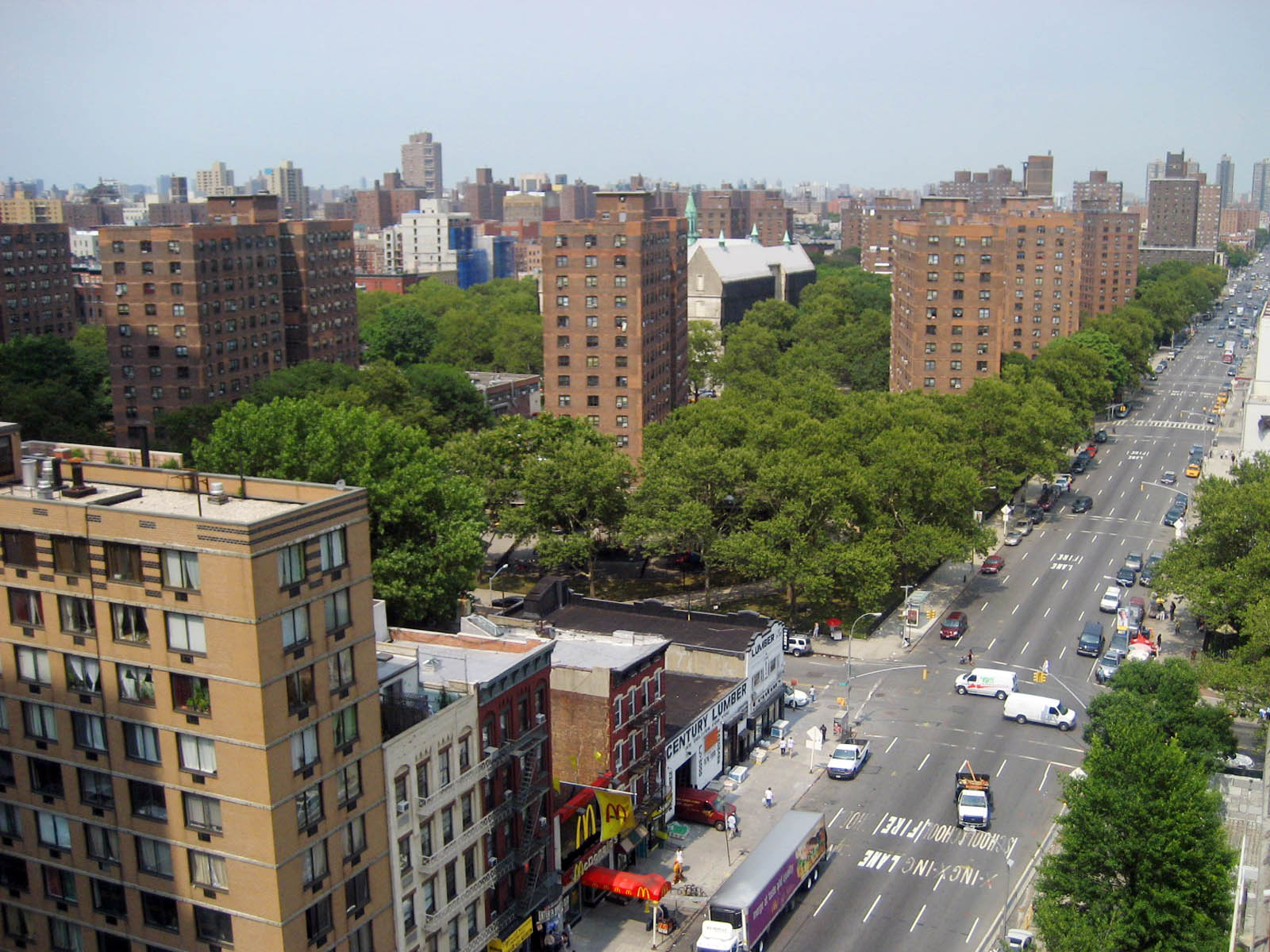
Східний Гарлем

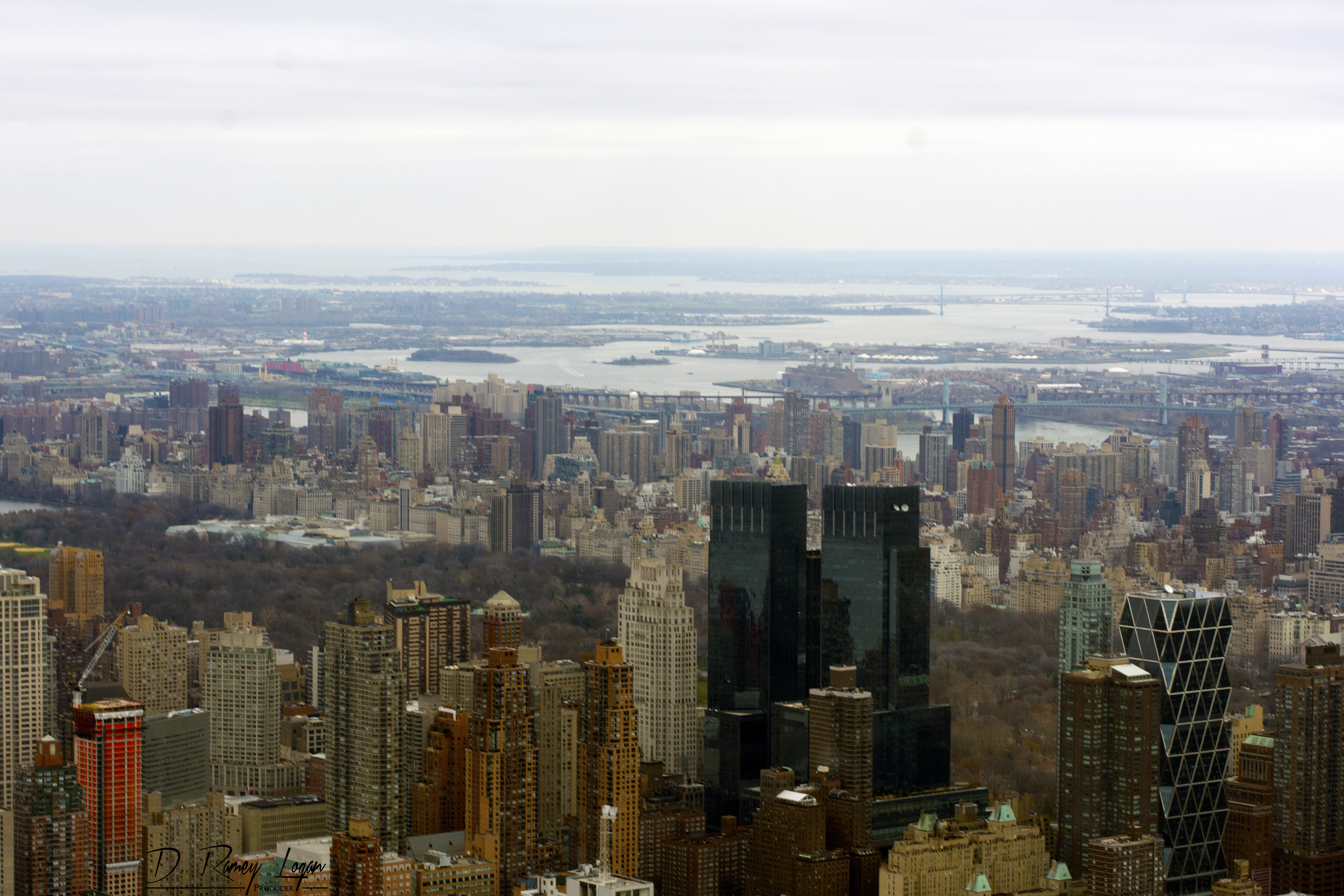
Центральний парк та Верхній Мангеттен

Своєрідним соціокультурним та історичним ядром Верхнього Мангеттена є Гарлем. Своєю чергою, Гарлем складається з кількох районів, що відрізняються власною культурою та історією. Іспанський Гарлем, що його називають Ель-Барріо (ісп. El Barrio), є осередком пуерто-риканської культури. У Іст-Ривер між 96-ю і 125-ю вулицями розташований мультикультурний район, відомий насамперед як Італійський Гарлем. На північному заході Верхнього Мангеттена розташований район, в якому зародився рух Гарлемського ренесансу. У ньому розташований концертний зал «Аполло».
У Верхньому Мангеттені є кілька відомих церков, одна з яких, Абіссінська баптистська церква, побудована 1808 року. Вона є найстарішою афроамериканською церквою Нью-Йорка. На південь від Гарлема розташований один з найбагатших районів Верхнього Мангеттена — Верхній Вест-Сайд. На захід від Гарлема розташований район Мангеттенвілл. У ньому зокрема розташований кампус Колумбійського університету та житлове управління Нью-Йорка. На північ від Мангеттенвілла, між 133-ю і 155-ю вулицями, розташований район Гамільтон-Гайтс. Однією з його знакових пам'яток є Сіті-коледж, альма-матер багатьох видатних науковців, у тому числі кількох нобелівських лауреатів. У найпівнічнішому районі, Вашингтон-Гайтс, є багато коледжів і музеїв, зокрема музей Клойстерс, Національний музей американських індіанців, Колумбійський пресвітеріанський медичний коледж, Єшива-університет, Американська академія мистецтв і літератури. Район Вашингтон Гайтс є одним із найгустонаселеніших на Мангеттені. Тут проживають представники домініканської, бангладеської, вірменської, грецької, єврейської та ірландської громад.

## Історія

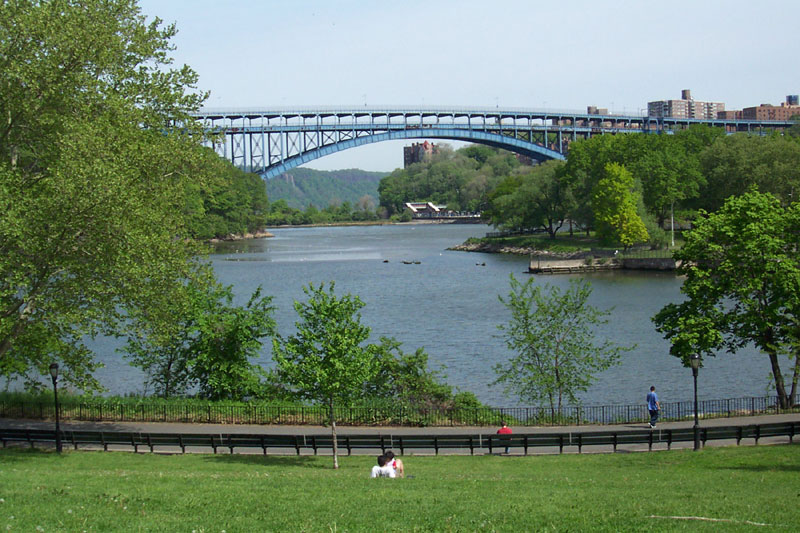
Парк Інвуд-Гіл

1658 року голландський губернатор Пітер Стейвесант заснував село під назвою Новий Гарлем (нід. Nieuw Haarlem). У часи голландського, а потім британського панування на схід від Гарлема розташовувалися родючі земельні угіддя, а на захід, на височинах, — маєтки відомих у той час родин Делансів, Бликерів, Рикерів, Бикманів та Гамільтонів.
На початку XX століття, зокрема, в 1920-1930-х роках, Гарлем пережив розквіт афроамериканської культури. Згодом це явище отримало назву гарлемський ренесанс.

## Транспорт
Через Верхній Мангеттен проходять маршрути 1, A, B, C та D Нью-Йоркського метрополітену. Через район також проходить гілка залізниці Metro-North. Автобусні маршрути району обслуговуються компанією MTA.